# Fatima Daas
Fatima Daas   (Saint-Germain-en-Laye, 1995) és el pseudònim d'una novel·lista francesa. Es feu famosa el 2020 amb la seua aclamada primera novel·la, La filla petita, traduïda a diversos idiomes.

## Trajectòria
Naix el 1995 a Saint-Germain-en-Laye, en el si d'una família d'origen algerià. Daas és la darrera dels seus germans. Va créixer sobretot a Clichy-sous-Bois. Quan era adolescent, va descobrir que era lesbiana. Assumeix aquesta identitat, fent-la conviure amb la seua creença en l'islam. Explora aquesta doble identitat en la seua primera novel·la, que fou molt ben rebuda per la crítica el 2020.
En l'institut Alfred Nobel, els tallers d'escriptura dirigits per Tanguy Viel reforçaren el seu gust per la literatura. Realitzà un màster en escriptura creativa en la Universitat de París 8 Vincennes – Saint-Denis. Hi conegué Virginie Despentes, la qual cosa suposà per a ella un nou desencadenant, en particular pel seu llibre Teoria King Kong.
En la seua primera novel·la, explora una manera de fragilitat existencial, respecte a les seues diferents identitats, perquè segons ella mateixa "és difícil estar sempre al costat dels altres, mai amb ells, al costat de la seua vida, al costat del plat". Aquesta complexitat, però, reforça la seua personalitat. També diu haver decidit no renunciar a cap de les seues identitats.
Ha explicat que començà a escriure per vergonya. En una entrevista amb Le Monde, deia que com a lesbiana podia haver sentit homofòbia interioritzada. A si mateixa, es defineix com a feminista interseccional.
Al juliol i agost de 2021, Daas dirigí el programa de ràdio Ces paroles invisibles en France Inter, en què entrevistà lectors de la seua novel·la que van parlar de la seua relació amb la religió, la seua identitat de gènere, la seua sexualitat i els seus compromisos activistes.
A la fi de 2021, va organitzar una residència d'escriptors en els Ateliers Médicis durant la qual feu tallers d'escriptura amb joves de l'escola de cinema Kourtrajmé sobre com trobar el lloc propi.

## Obra
- La filla petita, novel·la, Cabaret Voltaire núm. 1, 2021, ISBN 978-8412175387.